# Brin-sur-Seille
 Brin-sur-Seille  es una población y comuna francesa, en la región de Lorena, departamento de Meurthe y Mosela, en el distrito de Nancy y cantón de Malzéville.

## Demografía
| 420 | 556 | 549 | 603 | 601 | 582 |
| Para los censos de 1962 a 1999 la población legal corresponde a la población sin duplicidades (Fuente: INSEE [Consultar]) |     |     |     |     |     |